# Caça a l'espia
|  | Aquest article tracta sobre la pel·lícula de Doug Liman. Si cerqueu la pel·lícula d'Andrew Sipes, vegeu «Fair Game (pel·lícula de 1995)». |

Caça a l'espia (títol original en anglès, Fair Game) és un thriller de 2010 dirigit per Doug Liman i basat en la història real d'una exagent de la CIA, Valerie Plame: el conegut com Cas Plame. La pel·lícula és protagonitzada per Naomi Watts en el paper principal i compta també amb la participació de Sean Penn i Sam Shepard. La cinta es va estrenar el 20 de maig de 2010 al Festival de Canes. L'obra es va doblar al català.

## Argument
Any 2003: La identitat de Valerie Plame com a agent de la CIA és revelada per la Casa Blanca amb l'objectiu de desacreditar el seu marit, el diplomàtic Joseph Wilson, que ha escrit un polèmic article a The New York Times sobre la inexistència d'armes de destrucció massiva a l'Iraq. Amb el seu estatus d'espia al descobert i els seus contactes a l'estranger en perill, Valerie es veu empesa a una situació límit en la qual tant la seva carrera com la seva vida privada es van enfonsant.

## Repartiment
| Intèrpret   | Personatge    |
| ----------- | ------------- |
| Naomi Watts | Valerie Plame |
| Sean Penn   | Joseph Wilson |
| Sam Shepard | Sam Plame     |
| Ty Burrell  | Fred          |

## Crítica

### Espanya
- El gustós material de Caça a l'espia només està desenvolupat amb correcció (...) excel·lents Naomi Watts i Sean Penn transmetent credibilitat a uns angoixats personatges. És un entreteniment digne, però no fa palpitar (Carlos Boyero: El País).

### França
- El cinema americà s'empara una altra vegada en la seva història recent de la mà de dos grans actors que es presenten com els defensors d'una sola causa: la veritat (Florence Ben Sadoun: Elle).
- Centrant-se massa en la vida privada del matrimoni Plame el director afebleix la crítica política de la cinta (Alain Grasset: Le Parisien).